# 스탠리산
스탠리산(Mount Stanley)은 루웬조리 산맥의 높이 5,109m의 산이다. 우간다와 콩고 민주 공화국에서 가장 높은 산이며, 아프리카에서는 킬리만자로산(5,897m), 케냐산(5,199m)에 이어 세 번째로 높은 산이다. 영국의 언론인이자 탐험가인 헨리 모턴 스탠리의 이름을 따랐다. 유네스코의 세계유산인 루웬조리 산맥 국립공원의 일부이다.